# Фавна (богиня)
Фавна, також Фауна (лат. Fauna) — богиня лісів і полів, жіноча іпостась Фавна, сестрою або дружиною якого її вважали.
Образ Фавни зливався з образом Бона Деа.
Від імені богині утворений термін «фауна».